# هيئة الأوراق المالية العراقية
هيئة الأوراق المالية هي جهة رقابية منظمة لسوق رأس المال في العراق حيثُ تأسّست عام 2004 وتتمتع بالاستقلال المالي والإداري، الهدفُ من إنشائها هو حماية المستثمرين بالأوراق الماليّة في السوق وتنظيمِ هذا المجال وتطويره بما يكفل تحقيق العدالة والكفاءة والشفافية وحماية السوق من المخاطر التي قد يتعرض لها. يقومُ على إدارة الهيئة والإشراف على شؤونها مجلسٌ يتألّفُ من خمسة مفوضين من ضمنهم الرئيس ونائبه (دوام كامل) والأعضاء الباقين غير المتفرّغين (دوام جزئي)، يُناط بالمجلس مهام عديدة لتحقيق الأهداف وتشملُ إعداد مشاريع القوانين والأنظمة وإصدار التعليمات والموافقة على الأنظمة الداخلية الخاصة بأسواق المال ومركز الإيداع ومَنح التراخيص للأسواق وشركات الوساطة والموافقة على إدراج الأوراق المالية في السوق.

## دوائر وأقسام الهيئة
تتكون الهيئة من ستة دوائر وهي كالأتي:
1. الدائرة الإدارية والقانونية
2. دائرة الرقابة والتفتيش
3. دائرة البحوث والدراسات
4. دائرة الإفصاح المالي
5. دائرة نظم المعلومات
6. دائرة نظم الاسواق

## العضوية في المنظمة الدولية لهيئات الأوراق المالية
في ديسمبر 2019 تلقت الهيئة الأوراق المالية العراقية خطاب من المنظمة الدولية لهيئات الأوراق المالية عن قبول مجلس المنظمة انضمام العراق كعضو مشارك فيها، وتضمن خطاب القبول دعوة العراق للمشاركة في أعمال الاجتماع السنوي لرؤساء هيئات الأوراق المالية العالمية الذي من المُقرر أن يُعقد في شهر أيار/مايو 2020 في أستراليا. وأشارت الهيئة أن عملية الانضمام إلى عضوية هذه المنظمة ستتيح للعراق الأنضمام إلى هيئة الأسواق العالمية والناشئة، وقالت الهيئة أن عملية الانضمام إلى المنظمة الدولية لهيئات الأوراق المالية تتطلب سنوات عديدة إلا أنها استطاعت اكمال المتطلبات الخاصة بالعضوية خلال أشهر قليلة.

## أنظمة التداول الألكتروني والإيداع المركزي
تعاقد سوق العراق للأوراق المالية على شراء واستخدام أنظمة التداول الإلكتروني والإيداع المركزي من شركة ناسداك Nasdaq OMX في العام 2007. ويعد استخدام هكذا أنظمة سوق العراق للأوراق المالية الذي تشرف عليه هيئة الأوراق المالية العراقية لأول مرة في تاريخ السوق المالية في العراق.

## تداول غير العراقيين
في مارس 2007 وافقت هيئة الأوراق المالية على السماح بتداول غير العراقيين في سوق العراق للأوراق المالية، وفق الشروط، وتتضمن الشروط الإفصاح عن شركات ومكاتب الوساطة المعتمدة في سوق العراق للأوراق المالية على الموقع الإلكتروني على أن يتضمن عناوينها الإلكترونية ورؤوس أموالها وأرقام هواتفها ونبذة عن الشركة وحجم التداول المتحقق خلال العاميين الأخيرين وموازنة الشركة واسم المدير المفوض للشركة. وبإمكان المستثمر غير العراقي غير الموجود في العراق تعيين وكيل لمتابعة أموره وتسلم شهاداته.

## الاتفاقيات ومُذكرات التفاهم
في 3 ديسمبر، 2006 وقعت هيئة الأوراق المالية العراقية مذكرة تفاهم مع نظيرتها السورية لغرض الدعم والتعاون المُشترك وتبادل المعلومات بينهما لتنفيذ وضمان الألتزام بالقوانين المتعلقة بالأوراق المالية.
في 11 سبتمبر، 2009 وقعت هيئة الأوراق المالية العراقية مُذكرة تفاهم مع نظيرتها المصرية لغرض تنمية التعاون بين الطرفين والتعرف على أهم التغييرات والتطورات التي تحصل في هذا المجال بين البلدين.
في عام 2019، وقعت هيئة الأوراق المالية العراقية مذكرة تفاهم مع نظيرتها الأردنية لتعزيز التعاون الاقتصادي المشترك بين الجانبين في مجال تنظيم وتطوير سوقي رأس المال في البلدين.
وفي 7 يوليو 2020 وقع البنك المركزي مذكرة تعاون مع هيئة الأوراق المالية العراقية.
في يوليو 2020، وقعت هيئة الأوراق المالية العراقية مذكرة تعاون مع غرفة التجارة والصناعة العراقية الكندية، لتعزيز التعاون بين المؤسستين فيما يتعلق بمجالات خدمات الدعم التقني وبرنامج التدريب وتبادل المعلومات.

## الرؤساء السابقين
قائمة بالأشخاص الذين شغلوا المنصب منذ تأسيس الهيئة وإلى الآن:
| ت | الاسم                   | الفترة الزمنية (من -إلى)                         |
| - | ----------------------- | ------------------------------------------------ |
| 1 | عزام بديع أسعد          | من نيسان/أبريل 2004 إلى حزيران/يونيو 2004        |
| 2 | غانم العقيلي            | من حزيران/يونيو 2004 إلى إلى حزيران/يونيو 2005   |
| 3 | كامل منذر الكيلاني      | من تموز/يوليو 2005 إلى نيسان 2006                |
| 4 | عبد الرزاق داوود السعدي | من نيسان/أبريل 2006 إلى أيار/مايو 2015           |
| 5 | فاروق عبد الحليم توفيق  | من أيار/مايو 2015 إلى آذار/مارس 2016 (بالوكالة)  |
| 6 | صلاح نوري خلف           | من آذار/مارس 2016 إلى تموز/يوليو 2018 (بالوكالة) |
| 7 | علاء عبد الحسين الساعدي | من تموز/يوليو 2018 إلى تموز/أيلول 2020           |
| 8 | فيصل وسام الهيمص        | من تموز/أيلول 2020 إلى الآن                      |

## وصلات خارجية
- برنامج مال واستثمار / لقاء مع رئيس هيئة الاوراق المالية العراقية قناة الرشيد الفضائية على اليوتيوب
- وضع أسهم الشركات في العراق مع الدكتور علاء الساعدي / رئيس هيئة الاوراق المالية في العراق اقتصادنا قناة أفاق الفضائية على اليوتيوب